# Бельгия на зимних Олимпийских играх 2006
Бельгия принимала участие в Зимних Олимпийских играх 2006 года в Турине (Италия) в восемнадцатый раз за свою историю, но не завоевала ни одной медали.
Четверо спортсменов (все — мужчины) соревновались в 3 видах спорта:
- фигурное катание
- шорт-трек
- конькобежный спорт.

## Состав сборной
Как и на прошлой Олимпиаде, самым молодым участником бельгийской сборной был фигурист Кевин Ван дер Перрен (23 года и 193 дня), а самым старшим — конькобежец Барт Велдкамп (38 лет и 95 дней).
Флаг Бельгии на церемонии открытия нёс Кевин ван дер Перрен.

## Результаты
Лучший результат сборной показал Кевин Ван дер Перрен, занявший 9 место в мужском одиночном фигурном катании.

### Конькобежный спорт
Соревнования проводились с 11 по 25 февраля на крытом катке «Овал Линготто» в Турине.
| Спортсмен     | Дистанция | Финальный забег | Финальный забег |
| Спортсмен     | Дистанция | Время           | Место           |
| ------------- | --------- | --------------- | --------------- |
| Барт Велдкамп | 5000 м    | 6:32.02         | 13              |
| Барт Велдкамп | 10000 м   | 13:48.12        | 14              |

### Шорт-трек

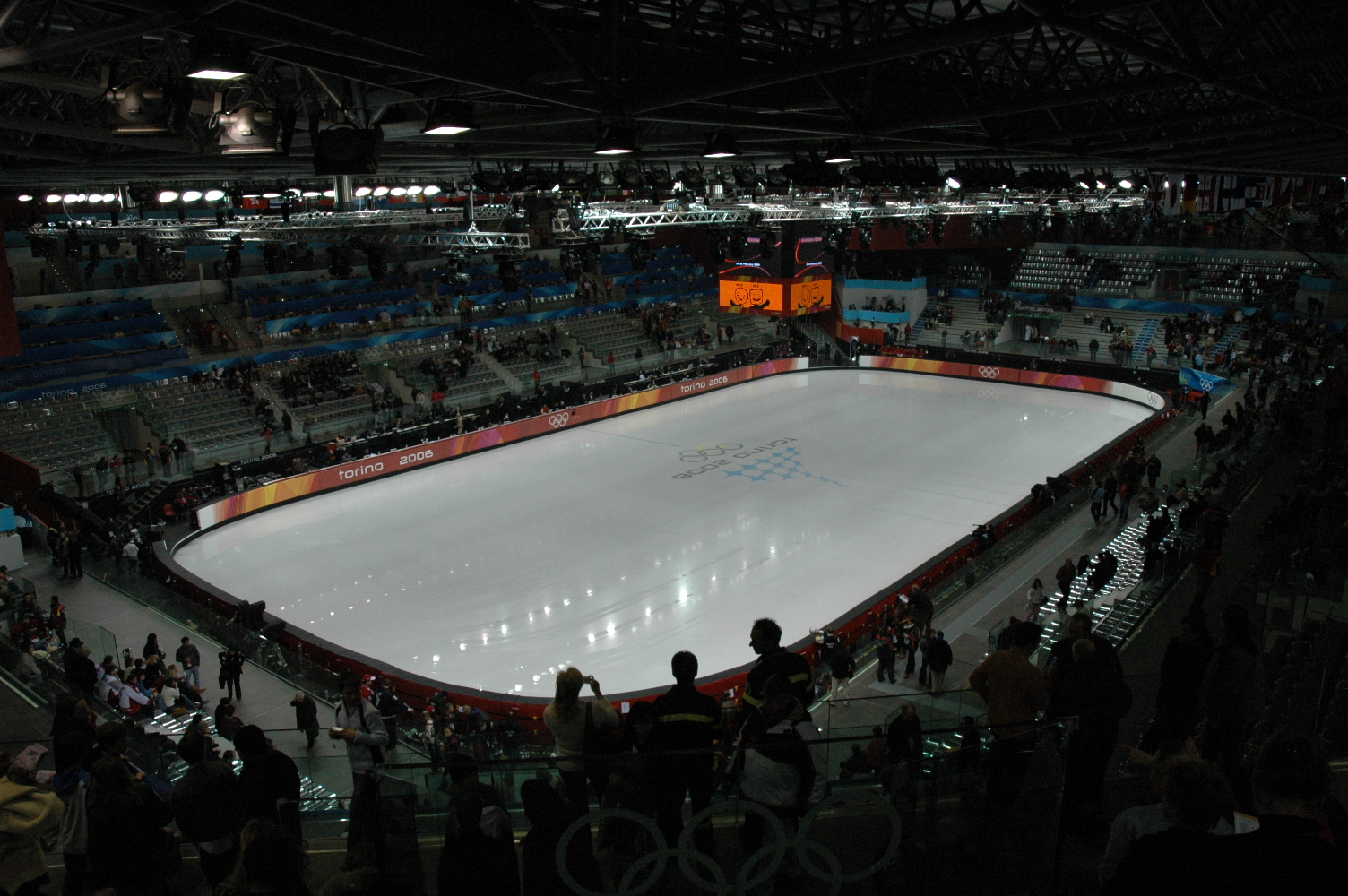
«Палавела» во время Олимпиады 2006

Соревнования проводились с 12 по 25 февраля в туринском ледовом дворце «Палавела», было разыграно 8 комплектов наград.
| Спортсмен    | Дистанция | Отборочный        | Отборочный        | Четвертьфинал     | Четвертьфинал     | Полуфинал         | Полуфинал         | Финал             | Финал             |
| Спортсмен    | Дистанция | Время             | Место             | Время             | Место             | Время             | Место             | Время             | Место             |
| ------------ | --------- | ----------------- | ----------------- | ----------------- | ----------------- | ----------------- | ----------------- | ----------------- | ----------------- |
| Вим Де Дейн  | 500 м     | 42.883            | 9 Q               | 42.979            | 12                | не участвовал     | не участвовал     | не участвовал     | не участвовал     |
| Вим Де Дейн  | 1500 м    | дисквалифицирован | дисквалифицирован | дисквалифицирован | дисквалифицирован | дисквалифицирован | дисквалифицирован | дисквалифицирован | дисквалифицирован |
| Питер Гизель | 500 м     | 42.980            | 17                | не участвовал     | не участвовал     | не участвовал     | не участвовал     | не участвовал     | не участвовал     |
| Питер Гизель | 1000 м    | 1:27.994          | 9 Q               | 1:28.335          | 6 Q               | дисквалифицирован | дисквалифицирован | дисквалифицирован | дисквалифицирован |
| Питер Гизель | 1500 м    | 2:23.411          | 5 Q               | дисквалифицирован | дисквалифицирован | дисквалифицирован | дисквалифицирован | дисквалифицирован | 17                |

### Фигурное катание
Соревнования прошли 15 и 16 февраля на туринском катке «Палавела». После скандала в парном катании на предыдущей Олимпиаде была введена новая судейская система ИСУ и выступления на туринской олимпиаде оценивались уже по новой системе.
Кевин ван дер Перрен выступил не очень удачно в короткой программе, но в произвольной смог значительно улучшить результат, и по сумме баллов двух программ 9 место в итоговом протоколе.
| Спортсмен            | Соревнование                | Короткая программа | Короткая программа | Произвольная программа | Произвольная программа | Итог   | Итог  |
| Спортсмен            | Соревнование                | Баллы              | Место              | Баллы                  | Место                  | Баллы  | Место |
| -------------------- | --------------------------- | ------------------ | ------------------ | ---------------------- | ---------------------- | ------ | ----- |
| Кевин ван дер Перрен | Одиночное катание (мужчины) | 65.36              | 13 Q               | 132.03                 | 8                      | 197.39 | 9     |